# Seznam dílů seriálu Ve jménu vlasti
Toto je seznam dílů seriálu Ve jménu vlasti. Americký psychologický seriálový thriller Ve jménu vlasti vytvořili Howard Gordon a Alex Gansa podle izraelského seriálu Váleční zajatci od Gideona Raffa. Claire Danesová hrála hlavní roli Carrie Mathisonové, operační důstojnice CIA, která nabyla přesvědčení, že se americký vězeň stal nepřítelem a představuje významné riziko pro národní bezpečnost. První díl seriálu měl americkou premiéru na televizní stanici Showtime dne 2. října 2011.

## Přehled řad
| Řada | Díly | Premiéra v USA | Premiéra v USA    | Premiéra v ČR     | Premiéra v ČR      |
| Řada | Díly | První díl      | Poslední díl      | První díl         | Poslední díl       |
| ---- | ---- | -------------- | ----------------- | ----------------- | ------------------ |
| 1    | 12   | 2. října 2011  | 18. prosince 2011 | 3. září 2013      | 26. listopadu 2013 |
| 2    | 12   | 30. září 2012  | 16. prosince 2012 | 6. listopadu 2014 | 5. února 2015      |
| 3    | 12   | 29. září 2013  | 15. prosince 2013 | 12. února 2015    | 30. dubna 2015     |
| 4    | 12   | 5. října 2014  | 21. prosince 2014 | 13. září 2016     | 29. listopadu 2016 |
| 5    | 12   | 4. října 2015  | 20. prosince 2015 | 12. prosince 2017 | 12. září 2017      |
| 6    | 12   | 15. ledna 2017 | 9. dubna 2017     | 9. ledna 2018     | 10. dubna 2018     |
| 7    | 12   | 11. února 2018 | 29. dubna 2018    | 20. února 2019    | 8. května 2019     |
| 8    | 12   | 9. února 2020  | 26. dubna 2020    | 13. října 2020    | 29. prosince 2020  |

## Seznam dílů

### První řada (2011)
| Č. v seriálu | Č. v řadě | Původní název        | Český název      | Režie              | Scénář                                  | Premiéra v USA     | Premiéra v ČR                                             |
| ------------ | --------- | -------------------- | ---------------- | ------------------ | --------------------------------------- | ------------------ | --------------------------------------------------------- |
| 1            | 1         | Pilot                | Ve jménu vlasti  | Michael Cuesta     | Howard Gordon, Alex Gansa a Gideon Raff | 2. října 2011      | 3. září 2013                                              |
| 2            | 2         | Grace                | Modlitba         | Michael Cuesta     | Alex Gansa, Alexander Cary              | 9. října 2011      | 10. září 2013                                             |
| 3            | 3         | Clean Skin           | Čisté ruce       | Dan Attias         | Chip Johannessen                        | 16. října 2011     | 17. září 2013                                             |
| 4            | 4         | Semper I             | Věrný sobě       | Jeffrey Nachmanoff | Howard Gordon, Alex Gansa               | 23. října 2011     | 24. září 2013                                             |
| 5            | 5         | Blind Spot           | Slepé místo      | Clark Johnson      | Alexander Cary                          | 30. října 2011     | 1. října 2013                                             |
| 6            | 6         | The Good Soldier     | Dobrý voják      | Brad Turner        | Henry Bromell                           | 6. listopadu 2011  | 8. října 2013                                             |
| 7            | 7         | The Weekend          | Víkend           | Michael Cuesta     | Meredith Stiehm                         | 13. listopadu 2011 | 15. října 2013                                            |
| 8            | 8         | Achilles Heel        | Achillova pata   | Tucker Gates       | Chip Johannessen                        | 20. listopadu 2011 | 22. října 2013                                            |
| 9            | 9         | Crossfire            | Křížová palba    | Jeffrey Nachmanoff | Alexander Cary                          | 27. listopadu 2011 | 29. října 2013                                            |
| 10           | 10        | Representative Brody | Kongresman Brody | Guy Ferland        | Henry Bromell                           | 4. prosince 2011   | 5. listopadu 2013                                         |
| 11           | 11        | The Vest             | Vesta            | Clark Johnson      | Meredith Stiehm, Chip Johannessen       | 11. prosince 2011  | 12. listopadu 2013                                        |
| 12           | 12        | Marine One           | Marine One       | Michael Cuesta     | Alex Gansa, Howard Gordon               | 18. prosince 2011  | 19. listopadu 2013 (1. část) 26. listopadu 2013 (2. část) |

### Druhá řada (2012)
| Č. v seriálu | Č. v řadě | Původní název         | Český název       | Režie               | Scénář                          | Premiéra v USA     | Premiéra v ČR      |
| ------------ | --------- | --------------------- | ----------------- | ------------------- | ------------------------------- | ------------------ | ------------------ |
| 13           | 1         | The Smile             | Úsměv             | Michael Cuesta      | Howard Gordon, Alex Gansa       | 30. září 2012      | 6. listopadu 2014  |
| 14           | 2         | Beirut Is Back        | Zpátky v Bejrútu  | Michael Cuesta      | Chip Johannessen                | 7. října 2012      | 13. listopadu 2014 |
| 15           | 3         | State of Independence | Stav nezávislosti | Lodge Kerrigan      | Alexander Cary                  | 14. října 2012     | 20. listopadu 2014 |
| 16           | 4         | New Car Smell         | Vůně nového auta  | David Semel         | Meredith Stiehm                 | 21. října 2012     | 27. listopadu 2014 |
| 17           | 5         | Q&A                   | Otázky a odpovědi | Lesli Linka Glatter | Henry Bromell                   | 28. října 2012     | 4. prosince 2014   |
| 18           | 6         | A Gettysburg Address  | Dům v Gettysburgu | Guy Ferland         | Chip Johannessen                | 4. listopadu 2012  | 11. prosince 2014  |
| 19           | 7         | The Clearing          | Mýtina            | John Dahl           | Meredith Stiehm                 | 11. listopadu 2012 | 18. prosince 2014  |
| 20           | 8         | I'll Fly Away         | Odletím           | TMichael Cuesta     | Howard Gordon, Chip Johannessen | 18. listopadu 2012 | 8. ledna 2015      |
| 21           | 9         | Two Hats              | Dvě role          | Dan Attias          | Alexander Cary                  | 25. listopadu 2012 | 15. ledna 2015     |
| 22           | 10        | Broken Hearts         | Zlomená srdce     | Guy Ferland         | Henry Bromell                   | 2. prosince 2012   | 22. ledna 2015     |
| 23           | 11        | In Memoriam           | In memoriam       | Jeremy Podeswa      | Chip Johannessen                | 9. prosince 2012   | 29. ledna 2015     |
| 24           | 12        | The Choice            | Volba             | Michael Cuesta      | Alex Gansa, HMeredith Stiehm    | 16. prosince 2012  | 5. února 2015      |

### Třetí řada (2013)
| Č. v seriálu | Č. v řadě | Původní název     | Český název            | Režie               | Scénář                              | Premiéra v USA     | Premiéra v ČR   |
| ------------ | --------- | ----------------- | ---------------------- | ------------------- | ----------------------------------- | ------------------ | --------------- |
| 25           | 1         | Tin Man Is Down   | Plecháč zlikvidován    | Lesli Linka Glatter | Alex Gansa, Barbara Hall            | 29. září 2013      | 12. února 2015  |
| 26           | 2         | Uh...Oh...Ah      | Á...é...í              | Lesli Linka Glatter | Chip Johannessen                    | 6. října 2013      | 19. února 2015  |
| 27           | 3         | Tower of David    | Davidova věž           | Clark Johnson       | Henry Bromell, William Bromell      | 13. října 2013     | 26. února 2015  |
| 28           | 4         | Game On           | Jde se na to           | David Nutter        | James Yoshimura, Alex Gansa         | 20. října 2013     | 5. března 2015  |
| 29           | 5         | The Yoga Play     | Akce jóga              | Clark Johnson       | Patrick Harbinson                   | 27. října 2013     | 12. března 2015 |
| 30           | 6         | Still Positive    | Stále pozitivní        | Lesli Linka Glatter | Alexander Cary                      | 3. listopadu 2013  | 19. března 2015 |
| 31           | 7         | Gerontion         | Čas se krátí           | Carl Franklin       | Chip Johannessen                    | 10. listopadu 2013 | 26. března 2015 |
| 32           | 8         | A Red Wheelbarrow | Červený trakař         | Seith Mann          | James Yoshimura                     | 17. listopadu 2013 | 2. dubna 2015   |
| 33           | 9         | One Last Time     | Poslední úkol          | Jeffrey Reiner      | Barbara Hall                        | 24. listopadu 2013 | 9. dubna 2015   |
| 34           | 10        | Good Night        | Dobrou noc             | Keith Gordon        | Alexander Cary, Charlotte Stoudt    | 1. prosince 2013   | 16. dubna 2015  |
| 35           | 11        | Big Man In Tehran | Velké zvíře v Teheránu | Daniel Minahan      | Chip Johannessen, Patrick Harbinson | 8. prosince 2013   | 23. dubna 2015  |
| 36           | 12        | The Star          | Hvězda                 | Lesli Linka Glatter | Alex Gansa, Meredith Stiehm         | 15. prosince 2013  | 30. dubna 2015  |

### Čtvrtá řada (2014)
| Č. v seriálu | Č. v řadě | Původní název                   | Český název                  | Režie               | Scénář                          | Premiéra v USA     | Premiéra v ČR      |
| ------------ | --------- | ------------------------------- | ---------------------------- | ------------------- | ------------------------------- | ------------------ | ------------------ |
| 37           | 1         | The Drone Queen                 | Královna dronů               | Lesli Linka Glatter | Alex Gansa                      | 5. října 2014      | 13. září 2016      |
| 38           | 2         | Trylon and Perisphere           | Trylon a Perisféra           | Keith Gordon        | Chip Johannessen                | 5. října 2014      | 20. září 2016      |
| 39           | 3         | Shalwar Kameez                  | Šalvar kamíz                 | Lesli Linka Glatter | Alexander Cary                  | 12. října 2014     | 27. září 2016      |
| 40           | 4         | Iron in the Fire                | Želízko v ohni               | Michael Offer       | Patrick Harbinson               | 19. října 2014     | 4. října 2016      |
| 41           | 5         | About a Boy                     | Jak na věc                   | Michael Offer       | Patrick Harbinson               | 26. října 2014     | 11. října 2016     |
| 42           | 6         | From A to B and Back Again      | Od A k B a zase zpátky       | Lesli Linka Glatter | Chip Johannessen                | 2. listopadu 2014  | 18. října 2016     |
| 43           | 7         | Redux                           | Návrat                       | Carl Franklin       | Alexander Cary                  | 9. listopadu 2014  | 25. října 2016     |
| 44           | 8         | Halfway to a Donut              | Skoro kobliha                | Alex Graves         | Chip Johannessen                | 16. listopadu 2014 | 1. listopadu 2016  |
| 45           | 9         | There's Something Else Going On | Chystá se ještě něco dalšího | Seith Mann          | Patrick Harbinson               | 23. listopadu 2014 | 8. listopadu 2016  |
| 46           | 10        | 13 Hours in Islamabad           | 13 hodin v Islamábádu        | Dan Attias          | Alex Gansa, Howard Gordon       | 7. prosince 2014   | 15. listopadu 2016 |
| 47           | 11        | Krieg Nicht Lieb                | Krieg nicht Lieb             | Clark Johnson       | Alexander Cary,Chip Johannessen | 14. prosince 2014  | 22. listopadu 2016 |
| 48           | 12        | Long Time Coming                | Dlouho na spadnutí           | Lesli Linka Glatter | Meredith Stiehm                 | 21. prosince 2014  | 29. listopadu 2016 |

### Pátá řada (2015)
| Č. v seriálu | Č. v řadě | Původní název                | Český název           | Režie               | Scénář                                                      | Premiéra v USA     | Premiéra v ČR      |
| ------------ | --------- | ---------------------------- | --------------------- | ------------------- | ----------------------------------------------------------- | ------------------ | ------------------ |
| 49           | 1         | Separation Anxiety           | Separační úzkost      | Lesli Linka Glatter | Chip Johannessen a Ted Mann                                 | 4. října 2015      | 12. září 2017      |
| 50           | 2         | The Tradition of Hospitality | Tradiční pohostinnost | Lesli Linka Glatter | Patrick Harbinson                                           | 11. října 2015     | 19. září 2017      |
| 51           | 3         | Super Powers                 | Nadlidské schopnosti  | Keith Gordon        | Alex Gansa a Meredith Stiehm                                | 18. října 2015     | 3. října 2017      |
| 52           | 4         | Why Is This Night Different? | Proč je tato noc jiná | John Coles          | Ron Nyswaner                                                | 25. října 2015     | 10. října 2017     |
| 53           | 5         | Better Call Saul             | Volejte Saulovi       | Michael Offer       | Benjamin Cavell a Alex Gansa                                | 1. listopadu 2015  | 17. října 2017     |
| 54           | 6         | Parabiosis                   | Parabióza             | Alex Graves         | Chip Johannessen a Ted Mann                                 | 8. listopadu 2015  | 24. října 2017     |
| 55           | 7         | Oriole                       | Žluva                 | Lesli Linka Glatter | Alex Gansa a Patrick Harbinson                              | 15. listopadu 2015 | 31. října 2017     |
| 56           | 8         | All About Allison            | Vše o Allison         | Dan Attias          | Ron Nyswaner                                                | 22. listopadu 2015 | 14. listopadu 2017 |
| 57           | 9         | The Litvinov Ruse            | Litvinovova finta     | Tucker Gates        | námět: Alex Gansa scénář: Howard Gordon a Patrick Harbinson | 29. listopadu 2015 | 21. listopadu 2017 |
| 58           | 10        | New Normal                   | Nová realita          | Dan Attias          | Meredith Stiehm a Charlotte Stoudt                          | 6. prosince 2015   | 28. listopadu 2017 |
| 59           | 11        | Our Man in Damascus          | Náš člověk v Damašku  | Seith Mann          | David Fury                                                  | 13. prosince 2015  | 5. prosince 2017   |
| 60           | 12        | A False Glimmer              | Falešný záblesk       | Lesli Linka Glatter | Liz Flahive, Alex Gansa a Ron Nyswaner                      | 20. prosince 2015  | 12. prosince 2017  |

### Šestá řada (2017)
| Č. v seriálu | Č. v řadě | Původní název           | Český název             | Režie               | Scénář                               | Premiéra v USA  | Premiéra v ČR   |
| ------------ | --------- | ----------------------- | ----------------------- | ------------------- | ------------------------------------ | --------------- | --------------- |
| 61           | 1         | Fair Game               | Štvanec                 | Keith Gordon        | Alex Gansa a Ted Mann                | 15. ledna 2017  | 9. ledna 2018   |
| 62           | 2         | The Man in the Basement | Muž v suterénu          | Keith Gordon        | Chip Johannessen                     | 22. ledna 2017  | 16. ledna 2018  |
| 63           | 3         | The Covenant            | Smlouva                 | Lesli Linka Glatter | Ron Nyswaner                         | 29. ledna 2017  | 23. ledna 2018  |
| 64           | 4         | A Flash of Light        | Záblesk světla          | Lesli Linka Glatter | Patrick Harbinson                    | 12. února 2017  | 30. ledna 2018  |
| 65           | 5         | Casus Belli             | Casus Belli             | Alex Graves         | Chip Johannessen                     | 19. února 2017  | 6. února 2018   |
| 66           | 6         | The Return              | Návrat                  | Alex Graves         | Charlotte Stoudt                     | 26. února 2017  | 13. února 2018  |
| 67           | 7         | Imminent Risk           | Bezprostřední ohrožení  | Tucker Gates        | Ron Nyswaner                         | 5. března 2017  | 20. února 2018  |
| 68           | 8         | Alt.Truth               | Podvojná pravda         | Lesli Linka Glatter | Charlotte Stoudt                     | 12. března 2017 | 27. února 2018  |
| 69           | 9         | Sock Puppets            | Loutky                  | Dan Attias          | Chip Johannessen                     | 19. března 2017 | 6. března 2018  |
| 70           | 10        | The Flag House          | Dům s vlajkou           | Michael Klick       | Alex Gansa                           | 26. března 2017 | 13. března 2018 |
| 71           | 11        | R Is for Romeo          | R jako Romeo            | Seith Mann          | Chip Johannessen a Patrick Harbinson | 2. dubna 2017   | 3. dubna 2018   |
| 72           | 12        | America First           | Amerika na prvním místě | Lesli Linka Glatter | Alex Gansa a Ron Nyswaner            | 9. dubna 2017   | 10. dubna 2018  |

### Sedmá řada (2018)
| Č. v seriálu | Č. v řadě | Původní název                     | Český název                     | Režie               | Scénář                               | Premiéra v USA  | Premiéra v ČR   |
| ------------ | --------- | --------------------------------- | ------------------------------- | ------------------- | ------------------------------------ | --------------- | --------------- |
| 73           | 1         | Enemy of the State                | Nepřítel státu                  | Lesli Linka Glatter | Debora Cahn a Alex Gansa             | 11. února 2018  | 20. února 2019  |
| 74           | 2         | Rebel Rebel                       | Rebel Rebel                     | Lesli Linka Glatter | Patrick Harbinson a Chip Johannessen | 18. února 2018  | 27. února 2019  |
| 75           | 3         | Standoff                          | Patová situace                  | Michael Klick       | Anya Leta a Ron Nyswaner             | 25. února 2018  | 6. března 2019  |
| 76           | 4         | Like Bad at Things                | Jakože neschopná                | Alex Graves         | Chip Johannessen a Patrick Harbinson | 4. března 2018  | 13. března 2019 |
| 77           | 5         | Active Measures                   | Aktivní opatření                | Charlotte Sieling   | Debora Cahn                          | 11. března 2018 | 20. března 2019 |
| 78           | 6         | Species Jump                      | Změna hostitele                 | Michael Offer       | Anya Leta a Ron Nyswaner             | 18. března 2018 | 27. března 2019 |
| 79           | 7         | Andante                           | Andante                         | Lesli Linka Glatter | Patrick Harbinson a Chip Johannessen | 25. března 2018 | 3. dubna 2019   |
| 80           | 8         | Lies, Amplifiers, F**king Twitter | Lži, amplifikace, blbej twitter | Tucker Gates        | Patrick Harbinson a Chip Johannessen | 1. dubna 2018   | 10. dubna 2019  |
| 81           | 9         | Useful Idiot                      | Užitečný idiot                  | Nelson McCormick    | Debora Cahn                          | 8. dubna 2018   | 17. dubna 2019  |
| 82           | 10        | Clarity                           | Vyjasnění                       | Dan Attias          | Howard Gordon a Ron Nyswaner         | 15. dubna 2018  | 24. dubna 2019  |
| 83           | 11        | All In                            | Zpátky ve hře                   | Alex Graves         | Patrick Harbinson a Chip Johannessen | 22. dubna 2018  | 1. května 2019  |
| 84           | 12        | Paean to the People               | Vše pro vlast                   | Lesli Linka Glatter | Alex Gansa                           | 29. dubna 2018  | 8. května 2019  |

### Osmá řada (2020)
| Č. v seriálu | Č. v řadě | Původní název       | Český název            | Režie               | Scénář                               | Premiéra v USA  | Premiéra v ČR      |
| ------------ | --------- | ------------------- | ---------------------- | ------------------- | ------------------------------------ | --------------- | ------------------ |
| 85           | 1         | Deception Indicated | Známky klamání         | Lesli Linka Glatter | Debora Cahn a Alex Gansa             | 9. února 2020   | 13. října 2020     |
| 86           | 2         | Catch and Release   | Chyť a pusť            | Lesli Linka Glatter | Patrick Harbinson a Chip Johannessen | 16. února 2020  | 20. října 2020     |
| 87           | 3         | False Friends       | Falešní přátelé        | Keith Gordon        | Alex Gansa a Howard Gordon           | 23. února 2020  | 27. října 2020     |
| 88           | 4         | Chalk One Up        | Snadno získaný bod     | Seith Mann          | Patrick Harbinson a Chip Johannessen | 1. března 2020  | 3. listopadu 2020  |
| 89           | 5         | Chalk Two Down      | O bod méně             | Alex Graves         | Patrick Harbinson a Chip Johannessen | 8. března 2020  | 10. listopadu 2020 |
| 90           | 6         | Two Minutes         | Dvě minuty             | Tucker Gates        | Debora Cahn                          | 15. března 2020 | 17. listopadu 2020 |
| 91           | 7         | Fucker Shot Me      | Ten hajzl mě zastřelil | Lesli Linka Glatter | Patrick Harbinson a Chip Johannessen | 22. března 2020 | 24. listopadu 2020 |
| 92           | 8         | Threnody(s)         | Žalozpěv(y)            | Michael Klick       | Patrick Harbinson a Chip Johannessen | 29. března 2020 | 1. prosince 2020   |
| 93           | 9         | In Full Flight      | Na útěku               | Dan Attias          | Alex Gansa a Howard Gordon           | 5. dubna 2020   | 8. prosince 2020   |
| 94           | 10        | Designated Driver   | Předurčený řidič       | Michael Offer       | Patrick Harbinson a Chip Johannessen | 12. dubna 2020  | 15. prosince 2020  |
| 95           | 11        | The English Teacher | Učitelka angličtiny    | Michael Cuesta      | Patrick Harbinson a Chip Johannessen | 19. dubna 2020  | 22. prosince 2020  |
| 96           | 12        | Prisoners of War    | Váleční zajatci        | Lesli Linka Glatter | Alex Gansa a Howard Gordon           | 26. dubna 2020  | 29. prosince 2020  |